# Giorgio Castagna Giannone
Giorgio Castagna Giannone (Modica, 23 juli 1737 – Palermo, 13 juni 1811) was een medicus in het koninkrijk Sicilië. Door zich te baseren op fysiologische begrippen was zijn medische aan pak vernieuwend; hij gaat door als een van de belangrijkste artsen op Sicilië in de 18e eeuw.

## Levensloop
Giannone werd geboren in het graafschap Modica op Sicilië. Hij behoorde tot de lokale adel. Zijn studies bij jezuïeten stopte hij en hij werd geen priester. Hij wijdde zich voortaan aan geneeskunde en fysica. Hiervoor ging hij in de leer bij Siciliaanse artsen zoals Tommaso Campailla en Giuseppe Matarazzo. De studies geneeskunde volgde hij in Rome, in de Sapienza Universiteit waar hij in 1761 afstudeerde. In Rome maakte hij kennis met nieuwe medische begrippen zoals fysiologie. Giannone kwam onder de invloed van de medische leer van Marcello Malpighi, Giovanni Maria Lancisi en Giorgio Baglivi.
In 1764 was Giannone terug in Modica. Zijn medische praktijk trok aandacht op het moment dat een epidemie Modica trof en er drieduizend doden veroorzaakte. Giannone paste nieuwe medische observaties toe. Hij stelde diagnosen op basis van wat hij in Rome geleerd had. Honderden van zijn patiënten overleefden de epidemie.
Een van zijn observaties was het misbruik van purgerende middelen door Siciliaanse artsen. Met zijn kennis van fysiologie stelde hij richtlijnen op wanneer wel en wanneer niet laxeermiddelen gebruiken. Dit werk publiceerde hij in 1779 onder de titel Epistolae medicae theoretico-practicae de purgantium agendi ratione, vi deleteria, eorumque usu et abusu.
De reputatie van Giannone verspreidde zich tot in de hoofdstad Palermo. Hij werd benoemd tot hoofdarts van de Publieke Gezondheidsdienst en nadien tot hoofdarts of protomedico van het koninkrijk Sicilië (1805). Giannone verhuisde naar Palermo. In 1805 brak er in Palermo een epidemie uit waarbij inwoners koorts vertoonden. Giannone bekritiseerde andermaal het gebruik van purgerende middelen. Ter vervanging stelde hij geneesmiddelen voor met een milde werking op de darmen. Hij hanteerde hiervoor theoretische en praktische argumenten. 
Giannone publiceerde verder nog medische observaties, steeds in het Latijn geschreven. Zelf werd Giannone getroffen door een beroerte in 1810. Hij stierf een jaar later.